# Собор Рождества Пресвятой Богородицы (Ростов-на-Дону)
Собор Рождества Пресвятой Богородицы — православный храм в Ростове-на-Дону, кафедральный собор Донской митрополии и Ростовской-на-Дону епархии Русской православной церкви, памятник архитектуры.

## История
В конце XVIII века, после масштабного переселения в Солдатскую слободу окрестных солдат, мещан и купцов, было решено построить в той же слободе, возле нынешнего Центрального рынка (в те времена базара, а впоследствии Старого базара) храм Рождества Пресвятой Богородицы. Храм был заложен 20 февраля 1781 года, а освящён 5 сентября 1781 года. И начало строительства, и готовый храм освящал протоиерей Иоанн Андреев. Однако, 27 декабря 1791 года от удара молнии храм сгорел.
Тогдашний городской голова — купец М. П. Наумов ходатайствовал перед митрополитом Гавриилом — главой Екатеринославской епархии, окормлявшей в то время территорию нынешнего Ростова, о строительстве новой церкви. В 1795 году на том же месте была построена церковь Рождества Пресвятой Богородицы, имевшая статус купеческой. На её территории была размещена ещё одна, тёплая церковь во имя Трёх Святителей. В 1822 году указом Святейшего синода церковь стала соборной.

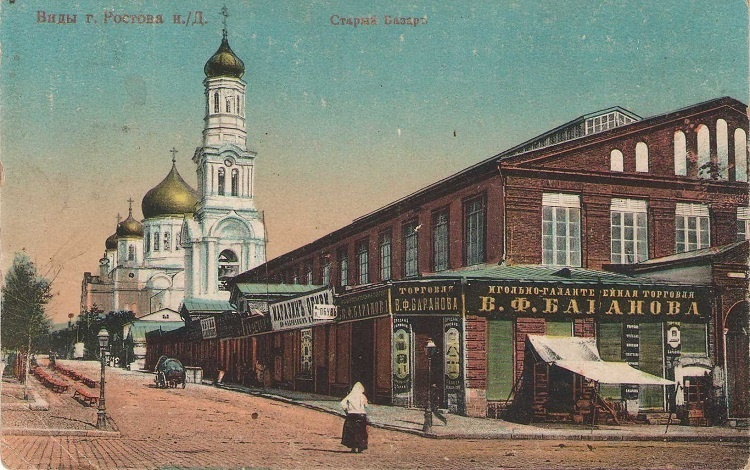
Рождественский собор и центральный рынок. 1906 год

В связи с быстрым ростом населения города в 1854 году был высочайше утверждён проект новой каменной церкви вместо пришедшей в ветхость каменной с деревянными куполами соборной церкви.
Собор был построен в 1854—1860 годах по типовому проекту архитектора Константина Тона и внешне схож с другими храмами, построенным по его проектам: храмом Христа Спасителя в Москве, несохранившимися до наших дней Введенским храмом Семеновского полка в Санкт-Петербурге и Святодуховским собором в Петрозаводске. Непосредственную «посадку» храма на местности выполнил архитектор А. С. Кутепов.
Главным попечителем строительства являлся церковный староста Константин Михайлов-Нефёдов. На средства потомственного почётного гражданина Ростова-на-Дону И. С. Панченко были расписаны стены собора, приобретены иконы, изготовлена дорогая церковная ограда и установлены ценные кресты на купола.
В 1887 году построена четырёхъярусная колокольня.
После захвата Дона большевиками в начале 1920 года начались гонения на православную церковь. Вскоре здания собора и колокольни обнесли кирпичной стеной, южную паперть, выходившую на торговые ряды, разобрали. В 1929 году с куполов были сбиты кресты. В 1937 году собор был закрыт и на его территории разместился зоопарк. Затем здание храма использовалось под склады и зернохранилища. Во время войны в 1942 году, при наступлении немецких войск, было принято решение о взрыве колокольни. Но успели взорвать только два верхних яруса.

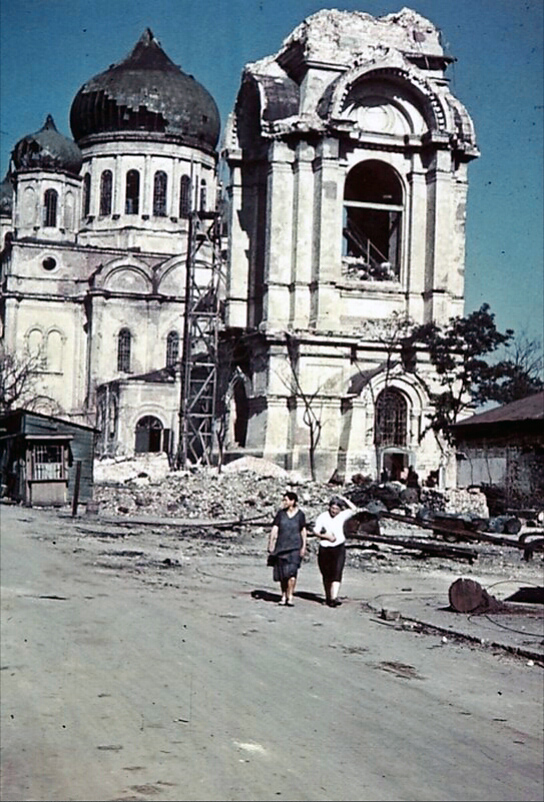
Собор в 1942 году

Снова собор открыт в 1942 году, в условиях немецкой оккупации; прихожане сами принесли всё необходимое для богослужения: церковную утварь, иконы.
В 1947—1949 годах в соборе служил игумен Пимен (Извеков), будущий Патриарх Московский и всея Руси.
В конце 1940-х годов шли восстановительные работы, к которым был привлечён ростовский архитектор Леонид Эберг. В 1948 году он разработал по заказу епархии проект восстановления колокольни «в объёме сохранившейся части». Однако проект был отвергнут городскими властями, и в 1949 году сохранившийся самый высокий и красивый ярус колокольни разобрали (уцелел только нижний четверик). В 1950-х годах на основании разрушенной западной паперти возвели притвор, увенчанный главкой. В 1950 году в соборе был произведён ремонт и восстановлены росписи, в 1988 году проведена реконструкция внутреннего убранства храма.
В 1999 году, к 250-летию Ростова-на-Дону, восстановлена колокольня в её первоначальном виде.
Самая грандиозная реставрация собора была начата в 2011 году. В результате масштабных работ, продолжавшихся семь лет, на основе архивных материалов воссозданы в мельчайших деталях соборные росписи, кресты, 15 колоколов. В собор вернулись его основные святыни: икона Божьей Матери Донская, часть пояса Пресвятой Богородицы и ковчег со святыми мощами. Новая реликвия собора — таганрогский мощевик.
27 октября 2019 года, в день памяти святых отцов VII Вселенского собора, Патриарх Московский и всея Руси Кирилл совершил чин великого освящения собора и возглавил служение Божественной литургии в обновлённом храме.

## Внешний вид и внутренний вид храма
Собор Рождества — пятикупольный каменный храм, в плане имеет форму креста, построен в русско-византийском стиле. Трехъярусный иконостас в восточной части собора выполнен в виде часовни, увенчанной шатром и главкой. На подворье собора расположены ещё малый требный храм во имя Иоанна Предтечи и крестильня Святителя Николая; а также колокольня и несколько служебных зданий: епархиальное управление, резиденция владыки Ростовской епархии, канцелярия и епархиальные отделы и комиссии; духовно-просветительный центр во имя Святителя Димитрия, митрополита Ростовского, издательство Ростовской-на-Дону епархии и типография, магазины церковной утвари и духовной литературы.

## Колокольня
В 1875 году с западной стороны собора была заложена колокольня. Её проект был выполнен войсковым архитектор-инженером Антоном Кампиони при участии художника-архитектора Д. В. Лебедева. Строительство осуществлялось на средства купцов П. Р. Максимова и С. Н. Кошкина, табачного фабриканта и мецената В. И. Асмолова и уже ставшего тогда церковным старостой И. С. Панченко и было окончено в 1887 году.
Колокольня имеет высоту 75 м. В её проекте были использованы элементы классицизма и ренессанса. Главка купола синего цвета, украшена позолоченными звёздами. В верхнем ярусе были установлены четырёхциферблатные часы с четвертным боем. В средних ярусах размещаются колокола, первые из которых были повешены 15 октября 1887 года. Главный колокол, отлитый на средства И. С. Панченко в Москве на заводе Н. Д. Финляндского, весом 1032 пуда (16,5 т) был повешен 22 октября. Этот колокол был украшен четырьмя изображениями: Рождества Пресвятой Богородицы, великомученика Пантелеимона Целителя, Иверской иконы Божией Матери и Святого евангелиста Иоанна Богослова. Считается, что звон с колокольни был слышен за 40 вёрст.
В 1882 году на первом ярусе был устроен малый храм-крестильня во имя Святителя Николая, архиепископа Мир Ликийских, чудотворца.
Во время Великой Отечественной войны возникли опасения, что колокольня может быть использована немцами как ориентир для артиллерии и авиации, и в июле 1942 года, на основании решения обкома ВКП(б), были взорваны два верхних яруса. А в 1949 году был разобран и второй ярус.
Колокольня была восстановлена в 1999 году. Над проектом восстановления работал архитектор Юрий Солнышкин. Новые колокола были изготовлены на МП «Вера» (город Воронеж). При этом новые колокола отличаются от своих предшественников названиями и меньшими размерами. Теперь они были названы в честь небесных покровителей тогдашних духовных и светских руководителей региона:
- колокол Великомученика Пантелеимона Целителя; вес колокола 4 тонны, имя связано с бывшим владыкой епархии;
- колокол Святого равноапостольного князя Владимира; вес колокола 2 тонны, имя связано с бывшим губернатором;
- колокол Архистратига Михаила; вес колокола 1 тонна, имя связано с мэром Ростова;
- колокол Преподобного Сергия Радонежского; вес колокола 0,5 тонны, имя связано с бывшим настоятелем собора;
- колокол Рождества Пресвятой Богородицы; вес колокола 0,25 тонны.

Несмотря на то что эксплуатация самой колокольни была начата в 1999 году, восстановление интерьеров первого яруса было окончено только 4 декабря 2011 году, когда часовня Николая Чудотворца была вновь освящена.

## Соборная площадь

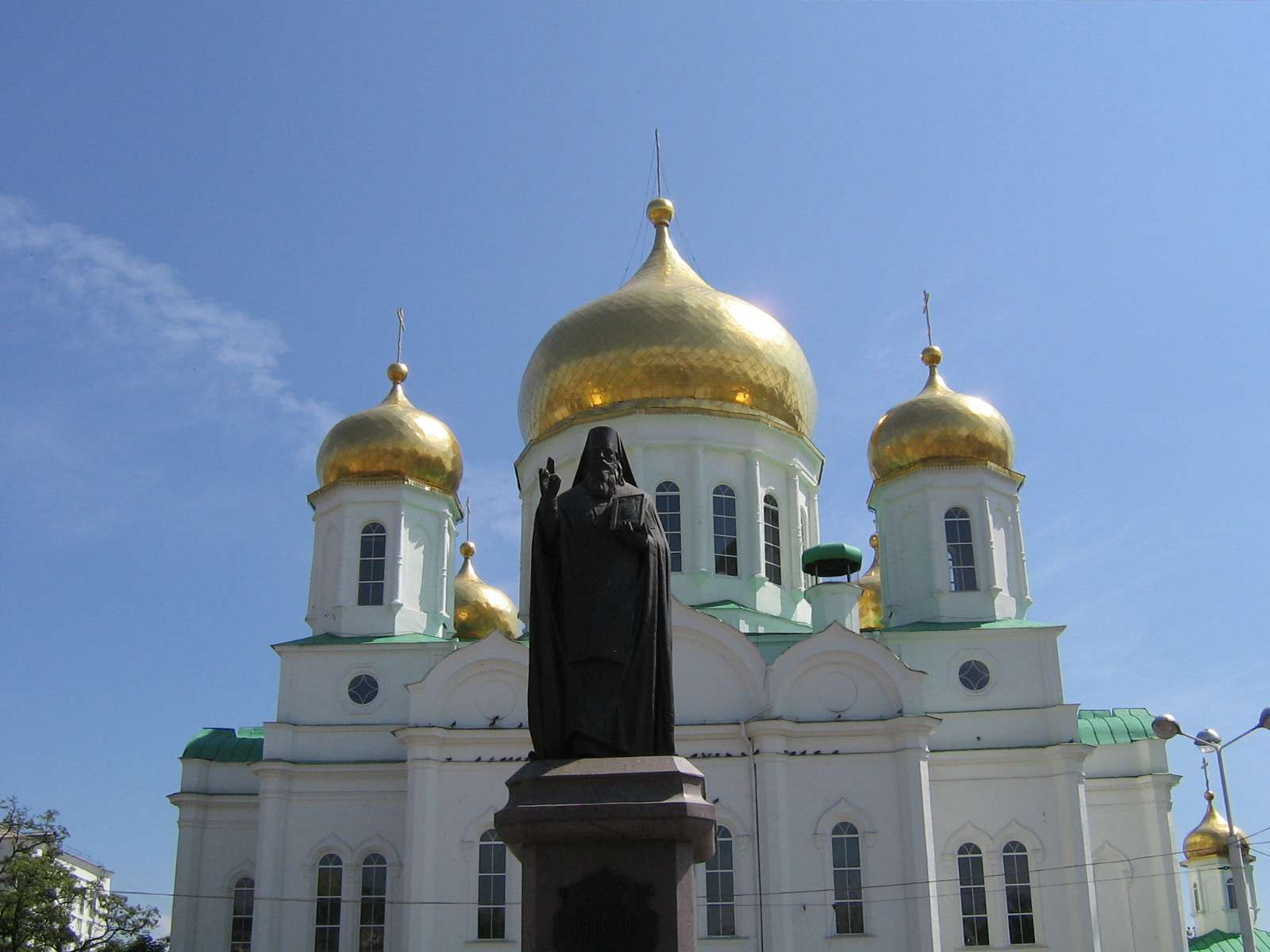
Статуя святителя Димитрия на Соборной площади

Перед собором, между улицам им. Станиславского и Московской, расположена Соборная площадь, история которой неразрывно связана с историей храма.
17 апреля 1890 года там был установлен памятник Александру II с надписью на пьедестале: «Император Александр II. Благодарные граждане Ростова-на-Дону». Памятник был возведён по проекту Михаила Микешина. Высота памятника составляла 10 м, а вес бронзовой скульптуры — 250 пудов (4 тонны). В 1920 году памятник закрыли фанерным ящиком с красной звездой, а в 1924 снесли.
В 1999 году, примерно на месте снесённого памятника императору, был возведён памятник Святителю Димитрию Ростовскому. Авторы: скульптор В. Г. Беляков и архитектор Н. Ф. Гмыря. Памятник, по настоянию администрации Ростова-на-Дону, был поспешно установлен в дни празднования 250-летия города. Эта акция вызвала неоднозначную оценку. Памятник критиковали за низкий художественный уровень, неудачное расположение, надписи на нём, облачение Святителя. Многие ростовчане — историки, искусствоведы, архитекторы, художники, журналисты, краеведы, писатели и часть прихожан — считают, что памятник Святителю Димитрию, митрополиту Ростовскому нужно было установить на территории бывшей крепости, к примеру, в Первомайском парке, либо в районе улицы имени С. Шаумяна, ранее носившей название Димитриевской, по имени святителя.